# Rubén Serrano

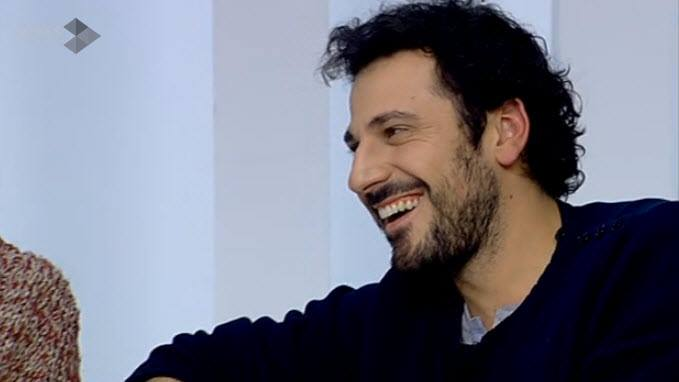
Rubén Serrano, in un'intervista per la tv spagnola

Rubén Serrano (Catalogna, 7 settembre 1980) è un attore spagnolo.

## Biografia
Nato il 7 settembre del 1980 in Catalogna (Spagna), ha studiato presso la Escuela Superior de Arte Dramático (ESAD) e all'Institut de Teatre de Barcelona (volutamente i nomi dei due istituti son stati lasciati in lingua).

## Carriera
Esordisce nel mondo del teatro nel 2001 con l'opera Desconcert. L'anno successivo ha collaborato all'opera Nabucco e nel corso degli anni, a tanti altri laboratori teatrali.
Nel 2009 ha diretto, oltre ad aver partecipato come attore, l'opera Follia d'Amour di S. Shepard
Esordisce in TV nel 2010, nella serie della Tv catalana TV3 di grande successo, La Riera : nei panni di Joan Flaquer, dove rimarrà fino ai primi mesi del 2013, per rientrare nel cast a marzo del 2015 e tuttora farne parte.
Nel 2011 fa parte del cast del Cortometraggio Normal di David Ciurana.
Nel 2013 entra a far parte del cast della soap, di successo, della Tv spagnola, Il segreto nei panni del geologo Conrado Buenaventura, che lo ha reso famoso a livello nazionale ed internazionale. Il personaggio che interpreta è uno dei protagonisti della soap. Lascia il cast nel marzo 2015.
Nel 2013 è anche a teatro con due opere Qui a casa torna di Harold Pinter e con Al fons del calaix di Alex Puiggalì.
Nel 2015 è anche nel cast del cortometraggio No tinguis por di Joaquim Bundò, candidato a due film festival: Reel film festival Colombià e al Festival de cine fantástico de Torremolinos (Spagna).
Il 9 luglio 2016 riceve ad Alghero, in Sardegna, il premio Catalunya al Gran prix Corallo con la seguente motivazione: "Quale rappresentante della migliore scuola drammatica spagnola, ha saputo esprimere con dolorosa partecipazione emotiva i tormenti, le inquietudini e le gelosie del geologo Conrado Buenaventura ne Il Segreto, contribuendo con viva intensità a confermare il grande successo dell'interminabile soap opera spagnola, così apprezzata dal pubblico internazionale". 

## Filmografia

### Cinema
- No tinguis por, regia di Joaquim Bundó – cortometraggio (2015)
- H0is3, regia di Manolo Munguia (2018)

### Televisione
- La Riera – serial TV, 229 episodi (2010-2016)
- Il Segreto (El Secreto de Puente Viejo) – soap opera, 60 episodi (2013-2015)

## Teatro
- Desconcert – (2001)
- Nabucco (collaborazione) – (2002)
- El replà – (2002)
- Teatre Victòria – (2002)
- La Salle-Gràcia – (2002)
- Tots a una! – (2003)
- Danny y Roberta – (2004)
- Llarg viatge vers la nit – (2004)
- La Traició – (2005)
- Ridículum Vitae – (2005)
- Sala Luz – (2006)
- Monólogos de la Marihuana – (2007)
- L'home et les armes – (2007)
- Fedra de Racine – (2008)
- Gertrudis - El crit de Howard Barker – (2008)
- El somni d'una nit d'estiu – (2009)
- Follia d'amor – (2009)
- Truca un ispector (2011)
- Qui a casa Torna (2013)
- Al fons del calaix (2013)